# Heliophorus hybrida
Heliophorus hybrida är en fjärilsart som beskrevs av Robert Christopher Tytler 1912. Heliophorus hybrida ingår i släktet Heliophorus och familjen juvelvingar. Inga underarter finns listade i Catalogue of Life.